# 張康
张康，字汝安、号明远。潭州湘潭县（今湖南省湘潭市）人，南宋末年、元朝初年政治人物。
张康早年丧父，致力学问，旁通天文术数之学。宋朝官员吕文德、江万里、留梦炎都推重他，征召到幕下。南宋灭亡，他隐居衡山。至元十四年（1277年），应元世祖之召至大都。至元十五年（1278年）至上都见忽必烈，亲试所学，任秘书监著作佐郎，将内嫔松夫人嫁给他，礼遇特厚。曾借星象上奏不宜东侵日本。至元二十五年（1288年），官至秘书监丞。六十五岁时去世。其子张天祐。